# نویل سناک
نویل سناک (انگلیسی: Neville Cenac؛ زادهٔ ۲۴ نوامبر ۱۹۳۹) سیاست‌مدار اهل سنت لوسیا است. وی از ۱۲ ژانویه ۲۰۱۸ تا ۳۱ اکتبر ۲۰۲۱ فرماندار کل سنت لوسیا بود.